# John Houblon
Sir John Houblon (Londra, 13 marzo 1632 – Londra, 10 gennaio 1712) è stato un politico e banchiere britannico, primo Governatore della Banca d'Inghilterra dal 1694 al 1697, nonché Lord sindaco della città di Londra.

## Biografia
John Houblon era il terzo figlio del mercante londinese James Houblon e di Mary Du Quesne, figlia di Jean Du Quesne il Giovane. Divenne sceriffo della città di Londra nel 1689, aldermanno dal 1689 al 1712 e Mastro della Compagnia dei Droghieri dal 1690 al 1691.
Nel 1695 fu Lord sindaco della città di Londra.
Fu Lord commissario dell'ammiragliato dal 1694 al 1699. In questo stesso periodo, tra il 1694 e il 1697, ricoprì per primo l'incarico di Governatore della Banca d'Inghilterra.. Fu di nuovo dirigente della Banca d'Inghilterra a partire dal 1700, nonché dirigente della Compagnia britannica delle Indie orientali dal 1700 al 1701.
Nel 1701 si candidò senza successo al Parlamento nel collegio della città di Londra. Secondo alcune fonti sarebbe stato eletto al Parlamento nel collegio di Bodmin ma questo dato non sembra corretto.
Anche il fratello minore, Abraham Houblon, fu governatore della Banca d'Inghilterra tra il 1703 e il 1705, mentre il fratello maggiore, l'influente mercante James Houblon, fu a sua volta dirigente della Banca d'Inghilterra nonché parlamentare.
Il ritratto di Houblon è stato rappresentato sul verso della banconota da 50 sterline della Serie E emessa nel 1994, in concomitanza col 300º anniversario della Banca d'Inghilterra. Nella banconota compare anche la casa di Houblon in Threadneedle Street, nel luogo dove ora sorge l'edificio della Banca d'Inghilterra.. La banconota fu sostituita nel 2011 dal nuovo biglietto da 50 sterline raffigurante James Watt e Matthew Boulton ed ebbe corso legale fino al 30 aprile 2014.